# 4,5,6
4,5,6 è il primo album solista del rapper statunitense Kool G Rap, pubblicato il 26 settembre 1995.

## Descrizione e ricezione
| Recensione    | Giudizio   |
| ------------- | ---------- |
| AllMusic      | [ 2 ]      |
| Rolling Stone | [ 3 ]      |
| The Source    | [ 4 ]      |
| Billboard     | favorevole |
| RapReviews    | [ 1 ]      |

L'album è accreditato per essere stato il primo del sottogenere del mafioso rap. Il lavoro segue la fine della collaborazione con DJ Polo avvenuta nel 1993. L'album non ottiene i favori della critica, pur distinguendosi nell'ambiente underground. Nonostante i toni cupi e da strada, 4,5,6 raggiunge il primo posto nella classifica dedicata agli album hip hop e il singolo Fast Life entra nella Billboard Hot 100.
Al disco collaborano B1, MF Grimm e Nas (presente anche nella copertina dell'album) così come Dr. Butcher, Naughty Shorts, T-Ray e Buckwild alle produzioni. Il primo album solista di Kool G Rap segna anche la fine dell'etichetta Cold Chillin', di cui è l'ultimo album prodotto prima della fine dell'etichetta. È il più grande successo commerciale di Kool G Rap, arrivando primo tra gli album hip hop.
Dopo i tre album con DJ Polo apprezzati dalla critica – Road to the Riches (1989), Wanted: Dead or Alive (1990), Live and Let Die (1992) – Kool G Rap sceglie di concentrare i suoi sforzi in una direzione maggiormente underground, in continuazione con i suoi album con DJ Polo. Nei primi mesi del 1993, Kool G Rap si separa da DJ Polo in seguito alle polemiche dei media suscitate dalla copertina dell'album precedente, Live and Let Die. La copertina che raffigurava due ufficiali di polizia che venivano impiccati, seguì le polemiche scatenate da Cop Killer di Ice-T che coinvolsero Time Warner & Warner Bros. Records. Quest'ultima rifiutò di distribuire Live and Let Die terminando il contratto con la Cold Chillin' Records. Live and Let Die fu pubblicato successivamente dalla stessa Cold Chillin' nel 1992. Nel 1995, la label indipendente, riuscì ad accordarsi con la Epic mentre 4,5,6 fu il primo album ad essere pubblicato dopo il nuovo accordo. Per la registrazione del disco Kool G Rap si ritirò tra le campagne selvagge di Bearsville, New York.
Andy Kellman, per Allmusic, lo recensisce negativamente: «Dopo una serie di tre album con DJ Polo [...] Kool G Rap debutta da solista nel 1995 con 4,5,6 ed è stata l'unica volta in cui suonava come se stesse perdendo il controllo. [...] ci sono segni che rivelano la necessità di ottenere nuove ispirazioni o prendersi una pausa. Le produzioni di Buckwild e T Ray sono passabili e mancano della scintilla che maestri come Marley Marl, Sir Jinx e Large Professor hanno saputo fornire anni prima. Va considerato che pochi altri MCs possono pubblicare un album come questo e considerarlo un fallimento. Fortunatamente, in seguito [Kool] G Rap si è preso una pausa necessaria.»

## Tracce
Testi di Kool G Rap eccetto dove indicato.
1. Intro – 1:03 (musica: Dr. Butcher)
2. 4,5,6 – 3:20 (musica: Dr. Butcher)
3. It's a Shame – 4:02 (musica: Naughty Shorts)
4. Take 'Em to War (featuring B-1 & MF Grimm) – 3:53 (testo: Nathaniel Wilson, B-1, MF Grimm – musica: T-Ray)
5. Executioner Style – 4:06 (musica: Dr. Butcher)
6. For da Brothaz – 3:45 (musica: T-Ray)
7. Blowin' Up in the World – 4:24 (musica: Buckwild)
8. Fast Life (featuring Nas) – 4:54 (testo: Wilson, Nasir Jones – musica: Buckwild)
9. Ghetto Knows – 4:28 (musica: Naughty Shorts)
10. It's a Shame – 3:08 (musica: Dr. Butcher)
11. Money on My Brain (featuring B-1 & MF Grimm) – 4:53 (testo: Nathaniel Wilson, B-1, MF Grimm – musica: Dr. Butcher)

Traccia bonus
1. Fast Life (Remix) – 3:46 (musica: Salaam Remi)

## Classifiche

### Classifiche settimanali
| Classifica (1995)         | Posizione massima |
| ------------------------- | ----------------- |
| Stati Uniti               | 24                |
| US Top R&B/Hip-Hop Albums | 1                 |

### Classifiche di fine anno
| Classifica (1995)         | Posizione massima |
| ------------------------- | ----------------- |
| US Top R&B/Hip Hop Albums | 76                |